# Sankta Lucia
Sankta Lucia eller Den hellige Lucia (ca. 283-304) var en kristen jomfru, der døde som martyr under Diocletians kristenforfølgelser og er anerkendt som helgen af den katolske kirke og af anglikanske, lutherske og ortodokse kristne. Hun er skytshelgeninde for sin hjemby Syrakus på Sicilien.
Sankta Lucia er skytshelgen for blinde. Hun fejres på sin helgendag den 13. december, også kendt som luciadag.
Den karibiske ø Saint Lucia har navn efter hende, og er første gang nævnt sidst i 1500-tallet.

## Overleveringen om Sankta Lucias liv
Ud over at Lucia døde som martyr, er der opstået myter om Lucia, som ligner historier om andre kvindelige martyrer. Hendes far døde ung og efterlod hende uden beskyttende værge, da hendes mor var meget syg. Moderen havde lidt af dysenteri i fire år, men Lucia hørte, om hvordan helgenen Sankt Agathe, beskytteren af Catania, var blevet helbredt for dysenteri ved at røre ved sømmen af Jesu kjortel. Lucia overtalte sin mor til som en sidste udvej, at tage til den hellige Agathes grav, hvor de bad hele natten. Lucia fik en åbenbaring med fik kaldet til at være skytshelgen for Syrakus. Moderen blev rask ved samme lejlighed.
Moderen planlagde Lucias fremtid ved med en god medgift, at bortgifte Lucia til en hedensk romer. Men Lucia opfordrede moderen til at bruge medgiften til almisser, så hun i henhold til sin åbenbaring kunne beholde sin mødom. Rygtet om, at arv og juveler blev uddelt, kom Lucias forlovede for øre med den fordrejning, at Lucia havde fundet en ædlere brudgom. Som hævn angav han hende som kristen til de romerske myndigheder. Hun blev pålagt at brænde et offer til den romerske kejser som bod, men hun hævdede, at hun ikke havde mere at ofre, fordi alt var ofret til Gud. Hun svarede: "Jeg tilbyder ham selv, så lad ham gøre med sit offer, hvad der behager ham." Således dømt til at blive besmittet som i et bordel, proklamerede Lucia:
"Ingen krop kan besudles til fare for sjælen, hvis den ikke har behaget sindet. Hvis du vil bruge min hånd til dit forgodtbefindende og således tvinge mig til handlinger mod min vilje, så vil jeg stadig være skyldfri for øjnene af den sande Gud, som har kendskab til alle ting og som derfor dømmer i overensstemmelse med viljen til handling. Hvis du nu, mod min vilje, besudler mig, vil jeg følgelig opnå den dobbelte renhed. Du kan ikke bøje min vilje mod dit ønske; hvad du end gør med min krop, sker dette ikke for mig."
I stedet for et brændoffer skulle Lucia selv brændes på bålet. Men myten fortæller, at vagterne ved et mirakel ikke kunne slæbe hende væk. End ikke okser kunne flytte hende. Hun blev heller ikke svækket af tortur, hvorunder vagterne stak hendes øjne ud. I en anden overlevering beundrer Lucias kommende mand hendes øjne, men hun rev dem ud, gav dem til ham og sagde: "Lad mig leve for Gud". Til sidst blev hun dræbt af en bøddel. Hun afbildes ofte med øjnene lagt på en plade eller i en lille skål og opfattes af samme grund som skytshelgen for de blinde.
Frem til 1861 blev Lucias relikvier fejret i en kirke viet til hende i Venedig. Efter denne kirken blev revet ned, blev de overført til San Geremia-kirken.